# Xu Liang
Xu Liang (徐亮S, Xú LiàngP; Shenyang, 12 agosto 1981) è un ex calciatore cinese, di ruolo centrocampista.